# Adolf Schaumann
Adolf Friedrich Heinrich Schaumann (geboren 19. Februar 1809 in Hannover; gestorben 10. Dezember 1882 ebenda) war ein deutscher Jurist, Historiker, Hochschullehrer, Archivar und Bibliothekar. Sein besonderes Interesse galt dem Haus Hannover und dem Königreich Hannover.

## Leben
Von 1825 bis 1828 studierte Schaumann Rechtswissenschaft an der Georg-August-Universität Göttingen.

### Advokat in Hannover
1828 mit einer Doktorarbeit bei Gustav von Hugo zum Dr. iur. promoviert, ließ er sich als Advokat in Hannover nieder. Seine Vorliebe für geschichtliche Studien veranlasste ihn, die für 1837 gestellte Preisaufgabe der Göttinger Societät der Wissenschaften zu bearbeiten. Für seine Schrift Geschichte des niedersächsischen Volkes von dessen erstem Hervortreten auf deutschem Boden bis zum Jahre 1180 (Göttingen 1839) erhielt er den halben Preis. Die andere Hälfte des Preises, für die Bearbeitung der älteren Geschichte der slawischen Stämme im nördlichen Deutschland bestimmt, blieb unverteilt.

### Bibliothekar in Göttingen
Unter Berufung auf seine beim hundertjährigen Jubiläum der Georg-August-Universität preisgekrönte Schrift bewarb sich Schaumann um eine Anstellung an der Göttinger Universitätsbibliothek. Im Mai 1838 erhielt er die besoldete Stelle des 5. Sekretärs. Nachdem ihm die Philosophische Fakultät 1839 den Dr. phil. h. c. verliehen hatte, begann er auch Vorlesungen über Diplomatie und deutsche Geschichte zu halten. In die Dienste des Grafen Stolberg wollte er nicht treten. Sein Gehalt wurde deshalb verdoppelt. Um seine (auch politischen) Vorlesungen ausdehnen zu können, wollte er die Bibliotheksgeschichte nicht länger fortführen.

### Professor in Göttingen und Jena
Im Juni 1842 zum a.o. Professor ernannt, wurde er Neujahr 1844 schließlich aus dem Bibliotheksdienst der Universität Göttingen entlassen. Einen Ruf der Oldenburgischen Regierung auf die Stelle eines großherzoglichen Bibliothekars lehnte er ab. Als ihm 1846 nach der Emeritierung von Heinrich Luden die Professur der Universität Jena angetragen wurde, entpflichtete ihn die hannoversche Regierung von seiner Lehrtätigkeit in Göttingen. Bis 1851 war Schaumann o. Professor der Geschichte und Direktor des staatswissenschaftlichen Seminars in Jena. 1853 wurde er zum korrespondierenden Mitglied der Göttinger Akademie der Wissenschaften gewählt.

### Welfentreue in Hannover
Er kehrte nach Hannover zurück, als ihn König Georg V. (Hannover) zum Archivar, Oberbibliothekar und Historiographen des königlichen Hauses ernannte. 1864 erhielt er den Titel eines Hannoverschen Staatsrats.
Zum 1. Oktober 1867 trat er in den Ruhestand.

## Werke
Deutsches Mittelalter
- Geschichte des niedersächsischen Volks, von dessen erstem Hervortreten auf deutschem Boden an bis zum Jahre 1180, Göttingen 1839
- Beiträge zur Geschichte des Gildewesens. Zeitschrift des Historischen Vereins für Niedersachsen 1841, S. 11–47
- Wergeld der Freien nach dem sächsischen Volksrecht (Lex Saxonum), Zeitschrift für geschichtliche Rechtswissenschaft, Band XI, 1842
- Die goslarischen Berggesetze des 14. Jahrhunderts, Neues vaterländisches Archiv oder Beiträge zur allseitigen Kenntniss des Königreichs Hannover, 1841, S. 255ff.
- Die Goslarschen Berg-Gesetze des vierzehnten Jahrhunderts: aus einem Codex des Goslarschen Archivs neu herausgegeben, Hannover 1842
- Zur Geschichte der Eroberung Englands durch germanische Stämme, Göttingen 1845
- Geschichte der Grafen von Valkenstein am Harze bis zu deren Ausgang 1332. Aus Urkunden u. gewiss beglaubigten histor. Quellen; mit 1 Titelkupfer u. 5 Holzschnitten. (Berlin 1847) Digitalisat

- Urkundliche Erörterung der Aufnahme der Herzöge zu Braunschweig-Grubenhagen in die Kaiserliche Gesammtbelehnung der Herzöge zu Braunschweig und Lüneburg: aus archivalischen Quellen, Leipzig 1862

Nachnapoleonische Zeit
- Geschichte des zweiten Pariser Friedens für Deutschland (Göttingen 1844)
- Geschichte der Bildung des deutschen Bundes auf dem Wiener Congresse (1849)
- Der Congreß zu Karlsbad (1850)
- Der Congreß zu Verona (1855).

Hannover
- Handbuch der Geschichte der Lande Hannover und Braunschweig (Hannover 1864)
- Ueber die Erwerbung der neunten Kur, die Succession in England (Zeitschrift des historischen Vereins f. Niedersachsen 1874/75)
- Sophie Dorothea, Prinzessin von Ahlden und Kurfürstin Sophie von Hannover (Hannover 1879)

In der Allgemeinen Deutschen Biographie schrieb Schaumann über Georg I. (Großbritannien), Georg II. (Großbritannien), Georg III. (Vereinigtes Königreich), Georg IV. (Vereinigtes Königreich), Adolf von Cambridge und Friedrich Ludwig von Berlepsch.